# برتراند پیکارد
برتراند پیکارد یا برتران پیکار (به فرانسوی: Bertrand Piccard)، (متولد ۱ مارس ۱۹۵۸) یک روانپزشک و یک بالونیست سویسی است. همراه با بریان جونز، او نخستین کسی بود که یک پرواز بدون توقف دور جهان با بالون را در بالونی به نام بریتل اربیتر۳ تکمیل کرد. او آغازگر، رئیس (پرزیدنت) و کمک خلبان بود که با «آندره بورشبرگ» از سولار ایمپالس اولین پرواز موفقیت‌آمیر با سوخت خورشیدی در سراسر جهان است.
پیکارد در لوزان (سوئیس) متولد شده است. پدربزرگش اگوست پیکارد نیز یک بالونیست بود و پدرش ژاک پیکارد یک کاوشگر زیر دریا بود.